# Phenprocoumon
Phenprocoumon (được bán dưới tên thương hiệu Marcoumar, Marcumar và Falithrom) là một loại thuốc chống đông đường uống có tác dụng lâu dài, một dẫn xuất của coumarin. Nó là một chất đối kháng vitamin K ức chế sự đông máu bằng cách ngăn chặn sự tổng hợp các yếu tố đông máu II, VII, IX và X. Nó được sử dụng để điều trị dự phòng và điều trị rối loạn huyết khối (huyết khối / thuyên tắc phổi). Nó là coumarin tiêu chuẩn được sử dụng ở Đức.
Phenprocoumon là một 4-hydroxycoumarin và ức chế vitamin K epoxide reductase.